# Discografia delle Babymetal
La discografia delle Babymetal, gruppo idol giapponese formato dalla cantante Suzuka Nakamoto (Su-metal) e dalla corista Moa Kikuchi (Moametal), consta di cinque album in studio, due album dal vivo, una raccolta, sette album video, e numerosi singoli e video musicali.

## Album

### Album in studio
| Anno | Dettagli di pubblicazione | Piazzamenti in classifica | Piazzamenti in classifica | Piazzamenti in classifica | Piazzamenti in classifica | Piazzamenti in classifica | Piazzamenti in classifica | Piazzamenti in classifica | Piazzamenti in classifica | Copie vendute   | Copie vendute   | Certificazioni (RIAJ) |
| Anno | Dettagli di pubblicazione | JPN                       | JPN                       | USA                       | USA                       | USA                       | USA                       | UK                        | UK                        | Copie vendute   | Copie vendute   | Certificazioni (RIAJ) |
| Anno | Dettagli di pubblicazione | Oricon                    | Billboard                 | Billboard 200             | Hard Rock                 | Heat.                     | World                     | UK Indie                  | Rock                      | Prima settimana | Totale          | Certificazioni (RIAJ) |
| --- | --- | ------------------------- | ------------------------- | ------------------------- | ------------------------- | ------------------------- | ------------------------- | ------------------------- | ------------------------- | --------------- | --------------- | --------------------- |
| 2014 | Babymetal - Pubblicazione: 26 febbraio 2014 - Etichetta: BMD Fox Records (Toy's Factory) - Formato/i: CD, CD+DVD, digitale                  | 4                         | 2                         | 187                       | 12                        | 4                         | 1                         | 7                         | 37                        | 37.463 1.000    | 100.000+ 17.000 | Oro                   |
| 2016 | Metal Resistance - Pubblicazione: 1º aprile 2016 - Etichetta: BMD Fox Records (Toy's Factory) - Formato/i: CD, CD+DVD, CD+Blu-ray, digitale | 2                         | 2                         | 39                        | 2                         | —                         | 1                         | —                         | 2                         | 12.240          | 100.000+        | Oro                   |
| 2019 | Metal Galaxy - Pubblicazione: 8 ottobre 2019 - Etichetta: BMD Fox Records (Toy's Factory) - Formato/i: CD, CD+DVD, CD+Blu-ray, digitale     | 3                         | 3                         | —                         | —                         | —                         | —                         | —                         | —                         |                 | 73.096          |                       |
| "—" indica che il disco non è stato pubblicato in quella nazione, o non si è piazzato in quella determinata classifica | |                           |                           |                           |                           |                           |                           |                           |                           |                 |                 |                       |

### Raccolte
- 2020 – 10 Babymetal Years

### Album dal vivo
| Anno | Dettagli di pubblicazione | Piazzamenti in classifica | Piazzamenti in classifica | Piazzamenti in classifica | Piazzamenti in classifica | Piazzamenti in classifica | Piazzamenti in classifica | Piazzamenti in classifica | Piazzamenti in classifica | Copie vendute   | Copie vendute | Certificazioni (RIAJ) |
| Anno | Dettagli di pubblicazione | JPN                       | JPN                       | USA                       | USA                       | USA                       | USA                       | UK                        | UK                        | Copie vendute   | Copie vendute | Certificazioni (RIAJ) |
| Anno | Dettagli di pubblicazione | Oricon                    | Billboard                 | Billboard 200             | Hard Rock                 | Heat.                     | World                     | UK Indie                  | Rock                      | Prima settimana | Totale        | Certificazioni (RIAJ) |
| --- | --- | ------------------------- | ------------------------- | ------------------------- | ------------------------- | ------------------------- | ------------------------- | ------------------------- | ------------------------- | --------------- | ------------- | --------------------- |
| 2015 | Live at Budokan: Red Night - Pubblicazione: 7 gennaio 2015 - Etichetta: BMD Fox Records - Formato/i: CD, CD+codice per il download, digitale | 3                         | 3                         | —                         | —                         | 21                        | 3                         | 18                        | —                         | 23.559 620      | 31.044        |                       |
| 2016 | Live at Wembley - Pubblicazione: 28 dicembre 2016 - Etichetta: BMD Fox Records - Formato/i: CD, digitale                                     | 5                         | 5                         | —                         | —                         | —                         | —                         | —                         | —                         |                 |               |                       |
| "—" indica che il disco non è stato pubblicato in quella nazione, o non si è piazzato in quella determinata classifica | |                           |                           |                           |                           |                           |                           |                           |                           |                 |               |                       |

## Singoli
| Anno | Titolo                                          | Piazzamenti in classifica | Piazzamenti in classifica | Piazzamenti in classifica | Copie vendute (Oricon) | Copie vendute (Oricon) | Album di provenienza |
| Anno | Titolo                                          | JPN Oricon                | JPN Hot 100               | JPN Tower                 | Prima settimana        | Totale                 | Album di provenienza |
| Singoli indipendenti                                                                                                   | Singoli indipendenti                            | Singoli indipendenti      | Singoli indipendenti      | Singoli indipendenti      | Singoli indipendenti   | Singoli indipendenti   | Singoli indipendenti |
| --- | ----------------------------------------------- | ------------------------- | ------------------------- | ------------------------- | ---------------------- | ---------------------- | -------------------- |
| 2011 | Dokidoki morning                                | —                         | —                         | —                         | —                      | —                      | Babymetal            |
| 2012 | Babymetal × Kiba of Akiba (con i Kiba of Akiba) | 46                        | —                         | —                         | 2.028                  | —                      | Babymetal            |
| 2012 | Headbanger!!                                    | 20                        | —                         | 7                         | 4.144                  | 5.126                  | Babymetal            |
| Singoli major |                                                 |                           |                           |                           |                        |                        |                      |
| 2013 | Ijime, dame, zettai                             | 6                         | 14                        | 2                         | 18.789                 | 24.071                 | Babymetal            |
| 2013 | Megitsune                                       | 7                         | 16                        | 2                         | 21.999                 | 30.511                 | Babymetal            |
| 2015 | Road of Resistance                              | —                         | —                         | —                         | —                      | —                      | Metal Resistance     |
| 2015 | Gimme Chocolate!!                               | —                         | 54                        | —                         | —                      | —                      | Babymetal            |
| 2016 | Karate                                          | —                         | 17                        | —                         | —                      | —                      | Metal Resistance     |
| "—" indica che il disco non è stato pubblicato in quella nazione, o non si è piazzato in quella determinata classifica |                                                 |                           |                           |                           |                        |                        |                      |

## Videografia

### Album video
| Anno | Dettagli di pubblicazione | Piazzamenti in classifica | Piazzamenti in classifica | Piazzamenti in classifica | Copie vendute (Oricon) |
| Anno | Dettagli di pubblicazione | JPN Oricon DVD            | JPN Oricon BD             | JPN Tower DVD             | Prima settimana        |
| --- | --- | ------------------------- | ------------------------- | ------------------------- | ---------------------- |
| 2013 | Live: Legend I, D, Z Apocalypse - Pubblicazione: 19 ottobre 2013 (DVD; edizione limitata) 20 novembre 2013 (BD; edizione regolare) - Etichetta: BMD Fox Records (Toy's Factory) - Formato/i: DVD, BD, digitale | —                         | 7                         | —                         | 4.908                  |
| 2014 | Live - Legend 1999 & 1997 Apocalypse - Pubblicazione: 29 ottobre 2014 - Etichetta: BMD Fox Records - Formato/i: DVD, BD                                                                                        | 8                         | 4                         | 1                         | —                      |
| 2015 | Live at Budokan: Red Night & Black Night Apocalypse - Pubblicazione: 7 gennaio 2015 - Etichetta: BMD Fox Records - Formato/i: DVD, BD, digitale                                                                | 3                         | 1                         | 1                         | 24.000                 |
| 2015 | Live in London - Babymetal World Tour 2014 - Pubblicazione: 20 maggio 2015 - Etichetta: BMD Fox Records - Formato/i: DVD, BD, digitale                                                                         | 3                         | 1                         | —                         | 18.510                 |
| "—" indica che il disco non è stato pubblicato in quella nazione, o non si è piazzato in quella determinata classifica | |                           |                           |                           |                        |

### Video musicali
| Anno | Titolo                             | Piazzamenti in classifica | Piazzamenti in classifica | Regista         |
| Anno | Titolo                             | MTV JPN Top40             | MTV JPN Top50             | Regista         |
| ---- | ---------------------------------- | ------------------------- | ------------------------- | --------------- |
| 2011 | Dokidoki morning                   | —                         | —                         | Shimon Tanaka   |
| 2012 | Ii ne!                             | —                         | —                         | Daishin Suzuki  |
| 2012 | Headbanger!!                       | —                         | —                         | Hidenobu Tanabe |
| 2012 | Ii ne! (Live in Tokyo 2012)        | —                         | —                         |                 |
| 2013 | Ijime, dame, zettai                | 4                         | —                         | Kamimetal       |
| 2013 | Megitsune                          | 26                        | —                         | Takuya Tada     |
| 2014 | Gimme Chocolate!!                  | —                         | 17                        | Ryōsuke Machida |
| 2015 | Road of Resistance (Live in Japan) | —                         | —                         |                 |
| 2016 | Karate                             | —                         | —                         |                 |
| 2016 | The One                            | —                         | —                         |                 |

### Annotazioni
1. ↑  L'album contiene un codice per effettuare il download del brano Road of Resistance in formato digitale. Vedi (EN) BABYMETAL's New Song 'Road Of Resistance' Featuring DRAGONFORCE Members: Audio Preview, su Blabbermouth.net, 5 gennaio 2015. URL consultato il 7 gennaio 2015.
2. ↑  Il brano è stato inizialmente inserito nell'album delle Sakura Gakuin Sakura Gakuin 2010nendo: Message (pubblicato nell'aprile 2011), e poi pubblicato e distribuito sotto forma di DVD. Vedi (EN) Japan's BABYMETAL Talks 'Headbangeeeeerrrrr!' Single, Plans To Travel Overseas (Video), su Blabbermouth.net, 2 luglio 2012. (JA) BABYMETAL、テビュー曲のミュージック・クリップとタオルがセットに, in Tower Records Online, Tower Records, 12 ottobre 2011. URL consultato il 14 novembre 2014.
3. ↑  Il singolo non è entrato nella classifica principale (Billboard Japan Hot 100), ma si è piazzato alla posizione numero 50 della classifica Billboard Japan Hot Singles Sales. Vedi (JA) Billboard Japan Hot Singles Sales (2012.03.19), su billboard-japan.com, Billboard Japan. URL consultato il 9 febbraio 2015.
4. ↑  Il singolo non è entrato nella classifica principale (Tower Records Weekly Singles Chart), ma si è piazzato alla posizione numero 1 della classifica destinata ai singoli indipendenti. Vedi (JA) 渋谷店J-INDIES 2012/03/05 - 2012/03/11, in Tower Records Online, Tower Records. URL consultato il 9 febbraio 2015 (archiviato dall'url originale il 21 gennaio 2015).
5. ↑  Il singolo non è entrato nella classifica principale (Billboard Japan Hot 100), ma si è piazzato alla posizione numero 19 della classifica Billboard Japan Hot Singles Sales. Vedi (JA) Billboard Japan Hot Singles Sales (2012.07.16), su billboard-japan.com, Billboard Japan. URL consultato il 9 febbraio 2015.
6. ↑  Singolo digitale disponibile per il download grazie a un codice contenuto all'interno dell'album dal vivo Live at Budokan: Red Night e su iTunes Store.

### Fonti
1. 1 2  (JA) BABYMETALのアルバム売上ランキング, in Oricon Style, Oricon. URL consultato il 9 febbraio 2015.
2. ↑  (JA) Billboard Japan Top Albums (2014.03.10), su billboard-japan.com, Billboard Japan. URL consultato il 9 febbraio 2015.
(JA) 週間アルバムチャートでうたプリ1位に、武道館実現のBABYMETALも善戦, in Billboard Japan, 3 marzo 2014. URL consultato il 9 febbraio 2015.
3. ↑  (EN) BABYMETAL Charts - Billboard 200, in Billboard, Prometheus Global Media. URL consultato il 9 febbraio 2015 (archiviato dall'url originale il 3 settembre 2015).
4. ↑  (EN) BABYMETAL Charts - Hard Rock Albums, in Billboard, Prometheus Global Media. URL consultato il 9 febbraio 2015 (archiviato dall'url originale il 26 agosto 2015).
5. ↑  (EN) BABYMETAL Charts - Heatseekers Albums, in Billboard, Prometheus Global Media. URL consultato il 9 febbraio 2015 (archiviato dall'url originale il 26 agosto 2015).
6. ↑  (EN) BABYMETAL Charts - World Albums, in Billboard, Prometheus Global Media. URL consultato il 9 febbraio 2015 (archiviato dall'url originale il 24 dicembre 2014).
7. ↑  (EN) 2014 Top 40 Independent Albums Breakers Archive (2014.07.19), in Official Charts Company, 19 luglio 2014. URL consultato il 9 febbraio 2015.
8. ↑  (EN) 2014 Top 40 Rock & Metal Albums Archive (2014.07.19), in Official Charts Company, 19 luglio 2014. URL consultato il 9 febbraio 2015.
9. ↑  (EN) 2016 Top 40 Rock & Metal Albums Archive (2016.04.08), in Official Charts Company, 8 aprile 2016. URL consultato il 5 giugno 2016.
10. ↑  (JA) 2014年02月24日〜2014年03月02日のCDアルバム週間ランキング（2014年03月10日付）, in Oricon Style, Oricon. URL consultato il 15 novembre 2014 (archiviato dall'url originale il 5 marzo 2014).
11. ↑  (EN) Matt Brown, Metal By Numbers 3/5: All Hail Babymetal, in Metal Insider, 5 marzo 2014. URL consultato il 9 febbraio 2015.
12. 1 2  (JA) ゴールドディスク認定作品一覧 2014年12月, su riaj.or.jp, Recording Industry Association of Japan. URL consultato il 9 febbraio 2015.
13. 1 2  (EN) Matt Brown, Metal By Numbers 1/14: Babymetal ring in the New Year, in Metal Insider, 14 gennaio 2015. URL consultato il febbraio 2015.
14. ↑  (EN) BABYMETAL's 'Metal Resistance' Cracks U.S. Top 40, U.K. Top 20 Read more at http://www.blabbermouth.net/news/babymetals-metal-resistance-cracks-u-s-top-40-u-k-top-20/#PYcM5Ghv0C3yTpHk.99, in Blabbermouth, 11 aprile 2016. URL consultato il 5 giugno 2016.
15. 1 2  (JA) 月次認定作品 認定年月：2016年 4月, su riaj.or.jp, Recording Industry Association of Japan. URL consultato il 5 giugno 2015.
16. ↑  (JA) 週間 CDアルバムランキング 2019年10月21日付, su oricon.co.jp, Oricon. URL consultato il 19 ottobre 2019.
17. ↑  (EN) Billboard Japan Top Albums (2015.01.19), su billboard-japan.com, Billboard Japan. URL consultato il 9 febbraio 2015.
18. ↑  (EN) Heatseekers Albums, in Billboard, Prometheus Global Media. URL consultato il 9 febbraio 2015 (archiviato dall'url originale il 16 gennaio 2015).
19. ↑  (EN) World Albums, in Billboard, Prometheus Global Media. URL consultato il 9 febbraio 2015 (archiviato dall'url originale il 15 gennaio 2015).
20. ↑  (EN) Top 40 Independent Albums Breakers Archive (2015.01.17), in Official Charts Company. URL consultato il 9 febbraio 2015.
21. ↑  (JA) オリコン週間 CDアルバムランキング 2015年01月05日～2015年01月11日, in Oricon Style, Oricon. URL consultato il 9 febbraio 2015 (archiviato dall'url originale il 15 gennaio 2015).
22. ↑  (JA) オリコン月間 CDアルバムランキング 2015年01月度 11～20位, in Oricon Style, Oricon. URL consultato il 9 febbraio 2015 (archiviato dall'url originale il 6 febbraio 2015).
23. ↑  (JA) オリコンランキング情報サービス「you大樹」, su ranking.oricon.co.jp, Oricon. URL consultato il 9 febbraio 2015. È necessaria l'iscrizione al sito.
24. ↑  Posizioni più alte raggiunte nella classifica Oricon:
  - Singoli delle Babymetal: (JA) ＢＡＢＹＭＥＴＡＬのCDシングルランキング、ＢＡＢＹＭＥＴＡＬのプロフィールならオリコン芸能人事典, in Oricon Style, Oricon. URL consultato il 9 febbraio 2015.
  - Babymetal × Kiba of Akiba: (JA) ＢＡＢＹＭＥＴＡＬ×キバオブアキバＢＡＢＹＭＥＴＡＬ×キバオブアキバのプロフィールならオリコン芸能人事典, in Oricon Style, Oricon. URL consultato il 9 febbraio 2015.
25. ↑  Posizioni più alte raggiunte nella classifica Billboard Japan Hot 100:
  - Ijime, dame, zettai: (JA) Billboard Japan Hot 100 (2013.01.21), su billboard-japan.com, Billboard Japan. URL consultato il 9 febbraio 2015.
  - Megitsune: (JA) Billboard Japan Hot 100 (2013.07.01), su billboard-japan.com, Billboard Japan. URL consultato il 9 febbraio 2015.
  - Gimme Chocolate!!: (JA) Billboard Japan Hot 100 (2016.05.09), su billboard-japan.com, Billboard Japan. URL consultato il 5 giugno 2016.
  - Karate: (JA) Billboard Japan Hot 100 (2016.05.02), su billboard-japan.com, Billboard Japan. URL consultato il 5 giugno 2016.
26. ↑  Posizioni più alte raggiunte nella classifica Tower Records Weekly Singles Chart:
  - Headbanger!!: (JA) 全店総合シングル 2012/07/02 - 2012/07/08, su tower.jp, Tower Records. URL consultato il 9 febbraio 2015.
  - Ijime, dame, zettai: (JA) 全店総合シングル 2013/01/07 - 2013/01/13, su tower.jp, Tower Records. URL consultato il 9 febbraio 2015.
  - Megitsune: (JA) 全店総合シングル 2013/06/17 - 2013/06/23, su tower.jp, Tower Records. URL consultato il 9 febbraio 2015.
27. ↑  (JA) BABYMETALのDVD作品, in Oricon Style, Oricon. URL consultato il 9 febbraio 2015.
28. ↑  (JA) BABYMETALのBlu-ray作品, in Oricon Style, Oricon. URL consultato il 9 febbraio 2015.
29. ↑  Piazzamenti nella classifica Tower Records Weekly DVD Chart:
  - Live - Legend 1999 & 1997 Apocalypse: (JA) 全店総合DVD 2014/10/27 - 2014/11/02, in Tower Records Online, Tower Records. URL consultato il 9 febbraio 2015.
  - Live at Budokan: Red Night & Black Night Apocalypse: (JA) 全店総合DVD 2015/01/05 - 2015/01/11, in Tower Records Online, Tower Records. URL consultato il 9 febbraio 2015.
30. ↑  (JA) 【オリコン】BABYMETAL、初ライブBDがTOP10入り, in Oricon Style, Oricon, 27 novembre 2013. URL consultato il 9 febbraio 2015.
31. ↑  (JA) 【オリコン】BABYMETAL、ライブ盤で快挙 女性最年少15.7歳でBD1位, in Oricon Style, Oricon, 13 gennaio 2015. URL consultato il 9 febbraio 2015.
32. ↑  (JA) 【オリコン】BABYMETAL、10代初の2作連続BD総合1位, in Oricon Style, Oricon, 27 maggio 2015. URL consultato il 1º marzo 2016.
33. ↑  Piazzamenti nella classifica MTV Japan Top40:
  - Ijime, dame, zettai: (JA) MTV Japan Top40 (2013.01.26), su mtvjapan.com, MTV Japan. URL consultato il 9 febbraio 2015 (archiviato dall'url originale il 4 febbraio 2015).
  - Megitsune: (JA) MTV Japan Top40 (2013.07.13), su mtvjapan.com, MTV Japan. URL consultato il 9 febbraio 2015 (archiviato dall'url originale il 4 febbraio 2015).
34. ↑  Piazzamenti nella classifica MTV Japan Top50:
  - Gimme Chocolate!! (Live Music Video): (JA) MTV Japan Top50 (2014.03.15), su mtvjapan.com, MTV Japan. URL consultato il 9 febbraio 2015 (archiviato dall'url originale il 4 febbraio 2015).
35. ↑  (EN) BABYMETAL ARTWORKS, in Behance. URL consultato il 9 febbraio 2015.
(JA) 田中 紫紋 [collegamento interrotto], in LinkedIn. URL consultato il 9 febbraio 2015.
36. ↑  (JA) いいね！, su spaceshowertv.com, Space Shower TV. URL consultato il 9 febbraio 2015.
37. ↑  (JA) BABYMETAL「ヘドバンギャー!!」でSU-METALに神降臨, in Natalie, 21 giugno 2012. URL consultato il 9 febbraio 2015.
(JA) スペシャ「MVA」大賞はきゃりー、サカナ、ワンオク, in Natalie, 13 marzo 2013. URL consultato il 9 febbraio 2015.
38. ↑  (JA) イジメ、ダメ、ゼッタイ, su spaceshowertv.com, Space Shower TV. URL consultato il 9 febbraio 2015.
39. ↑  (JA) 高橋事務所 / takahashi office » 【伊達めぐみ】BABYMETAL「メギツネ」Music Video・CD JACKET, su takahashi-office.co.jp. URL consultato il 9 febbraio 2015 (archiviato dall'url originale il 12 agosto 2014).
40. ↑  (JA) ギミチョコ！！, su spaceshowertv.com, Space Shower TV. URL consultato il 9 febbraio 2015.